# Conus filmeri
Conus filmeri é uma espécie de gastrópode do gênero Conus, pertencente à família Conidae.